# 亚泰
亚泰（法語：Yaté，發音：[jate]）是法国海外特殊集体新喀里多尼亞南部省的市镇，面积1,338.4平方千米，2019年1月1日人口为1,667人。

## 地理
亚泰（22°10'0"S, 166°57'0"E）面积1,338.4平方千米，位于法国海外特殊集体新喀里多尼亞。
与亚泰接壤的市镇（或旧市镇、城区）包括：勒蒙多尔、帕伊塔、丹贝阿、蒂奥。
亚泰的时区为UTC+11:00。

## 行政
亚泰的邮政编码为98834，INSEE市镇编码为98832。

## 政治
亚泰的现任市长为维克托·古埃查（Victor Gouetcha）先生，任期为2020-2026年。

## 人口
亚泰于2019年1月1日时的人口数量为1667人。